# 米尔沃游击队
米尔沃游击队（Millwall Bushwackers）是一个由米尔沃尔足球俱乐部球迷组成的球迷会社。米尔沃尔俱乐部在历史上与足球流氓行为关联密切，在1970和1980年代，问题变得极其严重，当时有个叫F部队（F-Troop）的球迷会社，它就是后来更广为人知的“米尔沃游击队”足球会社的前身，而米尔沃游击队则是在全英格兰臭名远扬的足球流氓帮派之一。米尔沃尔足球俱乐部主场狮穴曾因球迷闹事而被英格蘭足球總會五度关停，俱乐部亦曾多次被罚款。其他与之为敌的球迷会社都认定米尔沃尔足球俱乐部的足球流氓属于最死硬的那一种，曼联足球流氓科林·布莱尼（Colin Blaney）在自传中将米尔沃游击队列入他最“厌恶”的四个球迷会社当中，西汉姆联足球流氓卡斯·彭南特在自己的YouTube频道“Top Boys TV”上也曾讲过米尔沃游击队的事迹，称他们的暴虐令人闻之生畏。